# Billy Joe Saunders
Billy Joe Saunders (ur. 30 sierpnia 1989 w Welwyn Garden City) – brytyjski bokser wagi średniej i super średniej, były zawodowy mistrz świata organizacji World Boxing Organization (WBO).

## Kariera amatorska
Saunders na amatorskich ringach stoczył 49 walk. Już w wieku 18 lat zakwalifikował się do igrzysk olimpijskich, na turnieju olimpijskim odpadł jednak w drugiej rundzie, przegrywając z Carlosem Bandeux. W grudniu 2008 roku zdecydował się podpisać zawodowy kontrakt z Frankiem Warrenem.

## Kariera zawodowa

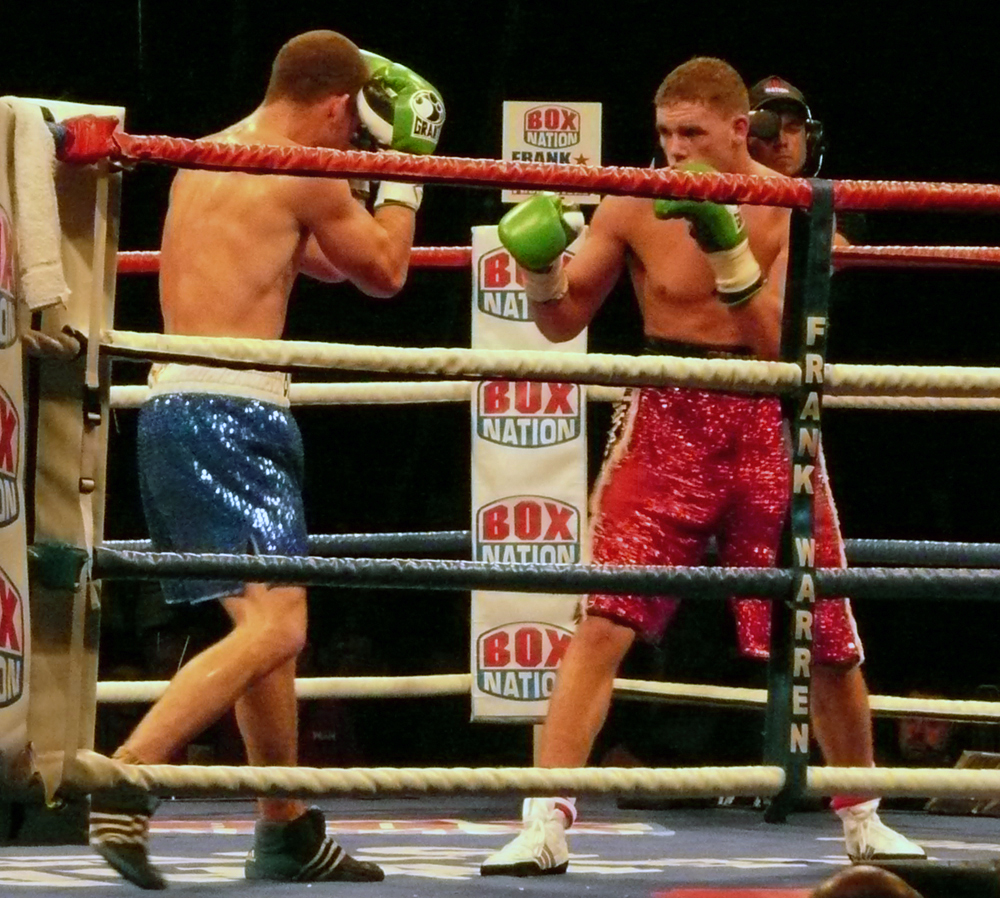
Saunders vs. Gary Boulden, 2011

Pierwszą zawodową walkę stoczył 28 lutego 2009 roku w Birmingham, odprawiając przed czasem w drugiej rundzie Atillę Molnara.
28 grudnia 2012 roku wywalczył tytuł mistrza Wielkiej Brytanii. W walce o to trofeum pokonał przed czasem w pierwszej rundzie Tony’ego Hilla.
20 lipca 2013 roku stoczył walkę z niepokonanym Garym O’Sullivanem, a w jej stawce znalazł się tytuł WBO Inter-Continental. Saunders wygrał ten pojedynek jednogłośnie na punkty, dzięki czemu zadebiutował w światowym rankingu federacji WBO.
26 lipca 2014 roku wywalczył kolejny prestiżowy tytuł - tym razem było nim mistrzostwo Europy. Billy zawalczył o ten pas w Manchesterze, i pokonał przed czasem w 8 rundzie Włocha Emmanuelle Blandamurę.
W listopadzie 2014 roku zmierzył się z Chrisem Eubankiem Jr. (18-0, 13 KO). Stawką walki był tytuł mistrza Europy kategorii średniej, oraz dwa pasy czempiona Wielkiej Brytanii. Po zaciętym i emocjonującym boju wygrał niejednogłośnie na punkty (115-114, 113-116, 115-113).

## Mistrzostwo świata WBO i jego obrony
19 grudnia 2015 roku w Manchesterze przystąpił do walki o tytuł mistrza świata federacji WBO w kategorii średniej, mając za rywala ówczesnego czempiona Andy’ego Lee (34-2-1, 23 KO). Wygrał tę walkę na punkty (114-112, 115-111, 113-113), dzięki czemu mógł zawiesić pas na swoich biodrach.
3 grudnia 2016 roku przystąpił do pierwszej obrony tytułu mistrza świata. Jego rywalem był Rosjanin Artur Akawow (16-2, 7 KO). Zwyciężył po kiepskim występie na punkty (116-113, 116-112, 115-113).
16 września 2017 roku w Londynie zmierzył się w drugiej obronie mistrzowskiego pasa WBO z Willy Monroe Jr (21-2, 6 KO). Wygrał jednogłośnie na punkty (115-114, 117-112, 117-111).
16 grudnia 2017 roku w Laval pokonał jednogłośnie na punkty (117-111, 118-110, 120-108) Kanadyjczyka Davida Lemiuex (38-3, 33 KO), dzięki czemu skutecznie obronił pas mistrza świata WBO.
We wrześniu 2018 przed zaplanowaną na 20 października w Bostonie walką z Demetriusem Andrade (25-0, 16 KO) zaliczył wpadkę w badaniach dopingowych organizacji VADA.
9 maja 2021 w Arlington przegrał z Saúlem Álvarezem (56-1-2, 38 KO)  i stracił tytuł WBO. Po ósmej rundzie nie wyszedł do dalszej walki. Do przerwy po ósmej rundzie, w której został poddany z powodu złamania kości oczodołu, Álvarez wygrywał na kartach sędzowskich 78–74 (dwukrotnie) i 77–75 oraz zadał więcej (73 do 60) celnych ciosów. Według medialnych doniesień Brytyjczyk za pojedynek zarobił osiem milionów dolarów.